# Epiphora ducalis
Epiphora ducalis är en fjärilsart som beskrevs av M.Gaede 1927. Epiphora ducalis ingår i släktet Epiphora och familjen påfågelsspinnare. Inga underarter finns listade i Catalogue of Life.